# Prime Evil
Albums de Venom
Calm Before The Storm
(1987) Temples Of Ice
(1991)
Prime Evil est le sixième album studio du groupe de heavy metal britannique Venom. L'album est sorti en octobre 1989 sur le label Under One Flag.
Après la tentative infructueuse de se tourner vers un metal plus conventionnel, Venom chercha sur cet album à revenir aux sources de son succès : le satanisme redevient le thème principal des chansons de l'album et la musique s'oriente vers un thrash metal très agressif.
Globalement, cet album est l'un des meilleurs jamais composés par Venom : les riffs élaborés par un Mantas sur le retour sont très recherchés par rapport à ceux des albums précédents, les lignes de basse du nouveau bassiste/chanteur Tony Dolan également. Cet album innove également en proposant - pour la première fois dans l'histoire de Venom - une reprise, à savoir Megalomania de Black Sabbath.
La critique ne s'y était d'ailleurs pas trompé et l'album a reçu de bons échos lors de sa sortie. Cependant, il fut massivement boudé par les fans qui déploraient l'absence de Cronos. Cet album est donc souvent vu comme le début de la traversée du désert du groupe.
Cet album n'a pas été réédité et est aujourd'hui devenu un collector.
Quelques extraits ont cependant été remastérisés et réédités en 2002 sur la compilation Kissing The Beast, parue chez Sanctuary Records et qui regroupe les meilleurs titres de la période Tony Dolan.

## Liste des morceaux
1. Prime Evil - 4:42
2. Parasite - 3:10
3. Blackened Are The Priests - 4:20
4. Carnivorous - 2:10
5. Skeletal Dance - 3:10
6. Megalomania (reprise de Black Sabbath) - 5:25
7. Insane - 2:57
8. Harder Than Ever - 3:12
9. Into The Fire - 3:22
10. Skool Daze - 4:22
11. Live Like An Angel, Die Like A Devil (nouvelle version) - 3:03

## Musiciens
- Demolition Man (Tony Dolan) : chant, basse
- Mantas (Jeffrey Dunn) : guitare
- Big Al (Al Barnes) : guitare
- Abaddon (Anthony Bray) : batterie

## À noter
- le groupe Skyclad a repris la chanson "Prime Evil" avec des arrangements folk metal.
- Un très grand nombre des chansons de cet album figure sur la playlist de la VHS Live '90, enregistrée par le groupe au Marquee à Londres.